# 関和典
関 和典（せき かずのり、1967年2月24日 - ）は、日本の政治家、元青森県西目屋村長（4期）。

## 来歴・人物
1967年、西目屋村にて出生。東奥義塾高等学校、青山学院大学文学部史学科卒業。1989年STT開発入社。その後、越智通雄衆議院議員秘書・木村守男衆議院議員公設第2秘書、木村太郎衆議院議員秘書を経験し、西目屋村社会福祉協議会事務局長、1999年西目屋村議会議員および副議長を務める。
2006年に38歳で村長選挙へ立候補し当選。2010年・2014年・2018年にそれぞれ無投票で当選。

### 活動の流れ
1967年、世界遺産・白神山地で有名な西目屋村にて出生。東奥義塾高等学校卒業後青山学院大学進学。同大学卒業後、1989年STT開発入社。ワンマン社長で知られる中沢勤社長の勧めで、福田赳夫元総理の女婿衆議院議員越智通雄（東京都世田谷区）秘書となる。1994年自らの志を期し、地元での政治修行のため木村守男門下生となり、衆議院議員木村守男公設秘書、知事転出後は子息、衆議院議員木村太郎地元秘書を経験し、1998年、西目屋村社会福祉協議会事務局長、1999年西目屋村議会議員および副議長を務め、一貫して「一隅を照らす人となれ」を信条に小さくともキラリと輝く村づくりの実践に努力する。
2006年に「若さ、情熱、改革」を旗印に38歳で村長選へ立候補し当選。当時村としては、日本一若い村長となる。公約の「子供とお年寄りにやさしい村づくり」を実践し、福祉施設の充実や介護予防にも力を入れ、若者定住促進や18歳以下までの医療費無料化策などは評価が高い。特に麻生内閣での定額給付金支給で魅せた自治体としての政治パフォーマンスは村の知名度向上に関しても一定の評価を得た。任期満了に伴い、2期目（2010年）の挑戦では、村民が故郷に対する自信と誇りを持つことをテーマに「好きです！西目屋」を掲げ無投票で再選を果たす。政争の激しい村にも、和をもって対話する村づくりの思いが着実に根付き、俗にいう「津軽選挙」が残る政治風土を改革し、村民融和を提唱しながら村を一つにまとめていくことを信念としており、魅力ある地域づくりを目指した。
2010年に支援者・友人の縁で日本のふるさとを愛し、日本人の心を歌い上げる「吉幾三」さんが西目屋村のふるさと親善大使に就任。「白神が故郷」という西目屋村応援歌を作って村のイメージアップに大きく貢献しながら今後の展開が望まれた。中でも北海道羅臼町と長崎県島原市との吉さんを介しての自治体交流が有名で、さまざまな分野での提携協力が期待された。当時、本人からも西目屋村への移住の話が挙がる等、本格的な親善大使としての活動が見込まれうれしい話題となった。
2012年に青森県町村会副会長に就任してからは、町村会の中に新たにエネルギー政策特別委員会を設置するなど、電力業界や町村会内部の調整に汗をかき活躍の場を拡げ、併せて、東北地方の治水・ダム関係の団体である東北ダム事業促進連絡協議会の幹事長として長年手腕を発揮しており、津軽ダム（津軽白神湖）建設にも発言力を増した。
2013年には、60年前から村に続く政争の源流となった2人の元村長が同年に亡くなったことを受け、村主催で両元村長の「しのぶ会」（追悼会）を開催した。過去4回も激しい選挙を繰り広げた政敵同士の両遺族同席による追悼は、長年に亘る政争の残滓となっていた村内の蟠り解消に大きな役割を果たした。
2014年1月の村長選も2期8年間の村政運営が評価され、連続無投票再選となり3期目をむかえた。2014年4月には全国初の保育料全額無料化をスタートさせ、手厚い子育て政策の拡充で「子育て日本一の村づくり」に邁進した。
同年、少子化対応の模範例として評価された2015年4月からの弘前市東目屋中学校との事実上の統合である西目屋中学校の教育事務委託の調印式を行い、周囲から不可能と言われた県内初の教育政策を見事に成功させた。弘前市を中心とした定住自立圏構想の推進論者としても、新しい時代へ向け、自治体のあり方をしっかりと見据えながら行動した。
2016年に28年の歳月をかけ建設された津軽ダム（津軽白神湖）が完成。建設最盛期及び完成時の村長として大役を果たし、盛大な竣工式も執り行われた。（吉幾三さん直筆の定礎石と並び岩木川から上げた石に津軽白神湖の湖碑名を自ら刻んだ。）
2017年東西中学校の統合による空き校舎に弘前の伝統技能工芸リーディングカンパニーであるブナコの招致に成功。ブナコ西目屋工場として内外から注目を集め村民雇用も含めた新しい産業経済対策に邁進した。また、矢澤一輝選手（リオオリンピックカヌー競技で活躍）を村内に移住させ、オリンピアンが定住する村とし、地域振興策の新モデルとして期待された。また、ダムツーリズムを推進する村として津軽白神湖に水陸両用バスを運行させ、インフラツーリズムが国土強靭化と合わせ大きく注目される中、ダムそのものを観光資源として活用することでも話題を集めた。2017年6月には青森県町村会長に就任し、同じく全国町村会副会長も任命される。
2018年村の産直施設ビーチにしめやを道の駅津軽白神に昇格させ、弘前の洋風文化発信の先駆け成田専蔵コーヒー店を招致し白神焙煎コーヒーのブランド化と全国展開を展望。 また、新たな自然との共生モデルの象徴になるための歩みを進めていくことを目的に、白神山地世界遺産25周年を記念しモンベル社との地域包括連携協定を結ぶ。2018年1月には「融和と協調の実績」を掲げ3期連続の無投票で4期目の当選を果たした。
テレビ・新聞等のメディア報道を積極的活用と、政策の取り組みが「寒く貧しく政争の激しい村」というイメージの払拭に寄与したこともあり、村民からの支持につながっていた。 「信頼と安心の政治」を実践と「世界遺産と水源の里」というイメージのを全国発信活動は、青森県内で有望株として期待され、若い首長から中堅政治家になるための、管理運営能力と政治手腕に注目を集めていた。

### 不祥事
2020年12月3日、村の給食センターで使う真空冷却器の賃貸借契約をめぐり、特定の業者が落札できるように便宜を図り落札させたとして官製談合防止法違反の疑いで逮捕された。12月24日、村発注の除雪車の入札でも特定の業者が落札できるよう予定価格を漏らし落札させたとして、同法違反の疑いで再逮捕された。2021年1月14日には村立小学校の教職員用パソコン購入の入札で特定の業者が落札できるよう便宜を図ったとして同法違反などの疑いで再逮捕された。同年2月8日には児童用タブレット端末の入札で便宜を図ったと見返りに現金数十万円を受け取ったとして収賄などの疑いで再逮捕された。
2021年1月13日、辞職届を提出。1月15日、村議会の臨時会で辞職が同意された。
2021年6月24日、青森地方裁判所は、関に対し、収賄や官製談合防止法違反などの罪で懲役3年、執行猶予5年、追徴金275万円の判決を言い渡した。検察、弁護側ともに控訴期限の7月8日までに控訴しなかったため、有罪判決が確定した。